# Gustav Hermann Göhl

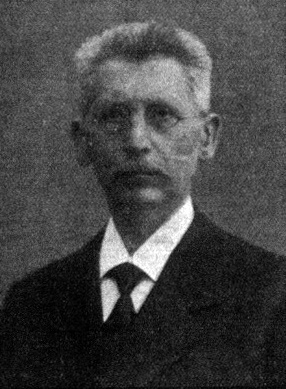
Gustav Hermann Göhl

Gustav Hermann Göhl (* 16. Juni 1859 in Mitteloderwitz; † 11. Januar 1931 Neugersdorf) war ein deutscher Lehrer und Esperantist. Bekannt wurde er durch einige bedeutende Lehrwerke zur Plansprache Esperanto.

## Leben
Gustav Herrman Göhl wurde 1859 als Sohn des Bäckermeisters Ernst Göhl und dessen Frau Henriette geb. Weber geboren. Nach dem Besuch der Volksschule Mitteloderwitz durchlief er von Ostern 1873 bis August 1874 das Landständische Seminar in Bautzen und absolvierte später seine Reifeprüfung am Gymnasium in Zittau. Von 1881 bis 1887 studierte er Neuere Sprachen und Theologie an der Universität Leipzig.
Nach seinem Studium arbeitete Göhl als dirigierender Lehrer an der Privatschule in Alt- und Neugersdorf. Neben seiner Lehrtätigkeit beschäftigte er sich auch immer wieder mit sprachwissenschaftlichen Studien und promovierte 1889 mit Modi in den Werken W. v. Eschenbach an der Universität Leipzig.
Am 28. September 1891 trat Göhl in den öffentlichen Schuldienst ein und wurde Lehrer und Schuldirektor in Glashütte. Im Jahre 1892 heiratete er Anna Emma geb. Kippel, bevor er im März 1894 die Leitung der Schule in Hartmannsdorf übernahm. Ab 1898 wurde er Direktor der Knabenbürgerschule in Freiberg. 1901 kam Göhl nach Riesa und leitete dort ab Ostern die höhere Bürgerschule. 1903 wurde er Bürger der Stadt. Während seiner Zeit in Riesa setzte er sich für eine stärkere Einbindung der Naturwissenschaften in den Schulunterricht ein und schlug vor die Bürgerschule in ein Realprogymnasium umzuwandeln. Dies wurde bereits 1901 bewilligt, 1902 wurde er interimistischer Leiter und 1905 schließlich Direktor der Schule. Diese Stelle besetzte er über ein Jahrzehnt lang.
Nach seiner Berufung zum Professor im Jahre 1907 verbrachte er den Sommer auf einer Studienreise in Frankreich. Ab 1908 beschäftigte sich Göhl verstärkt mit dem Esperanto und veröffentlichte 1914 das Buch Esperanto – Eine Kulturförderung und ihre Erfüllung im Auftrag des Deutsch-Akademischen-Esperantobundes. Im Jahr 1917 wurde er zum Studienrat ernannt. Auf seinen erneuten Vorschlag hin folgte die Umwandlung des Riesaer Realprogymnasiums 1919 in eine Oberrealschule.
Noch im selben Jahr vergab die Hermann-Göhl-Stiftung das erste Stipendium. Wenig später trat Göhl in den Ruhestand ein und kehrte nach Neugersdorf zurück. In den folgenden Jahren widmete er sich intensiv dem Esperanto und ward so etwa 1929 Mitglied des Lingva Komitato in Paris, einem Vorgänger der Akademio de Esperanto. 1931 starb Göhl in Neugersdorf.
Nach seinem Tod veröffentlichte der Esperanto Verlag Berlin 1932 sein Werk Ausführliche Sprachlehre des Esperanto. Dieses galt bei seinem Nachdruck 1973 als eines der besten deutschen Werke über die Grammatik des Esperanto.

## Veröffentlichungen (Auswahl)
- Esperanto-Lehrbuch für Volksschüler und für einsprachige Erwachsene. Ader & Borel, Dresden.
- Esperanto. Eine Kulturforderung und ihre Erfüllung. Quelle & Meyer, Leipzig 1914.
- Esperanto durch Sprechen. Neuartiges, vollständiges Lehrbuch für den alltäglichen Verkehr in zwei Teilen. Ellersiek & Borel, Berlin 1927.
- Ausführliche Sprachlehre des Esperanto. Lehr- und Nachschlagebuch für Fortgeschrittene. Ellersiek, Berlin 1932.